# Provincia del Limpopo
La provincia del Limpopo è una provincia del Sudafrica, con capitale Polokwane. È la più settentrionale delle province sudafricane, con tre frontiere internazionali: Botswana, Zimbabwe e Mozambico. Prende il nome dal fiume Limpopo.
La provincia del Limpopo fu istituita come una delle nove province dopo le prime elezioni democratiche in Sudafrica il 27 aprile 1994. Inizialmente il nome della provincia era "Northern Transvaal", poi cambiato in "Northern Province" il 28 giugno 1995. Il nome è poi stato cambiato nel 2022. La popolazione del Limpopo è composta principalmente da tre gruppo etnici: Pedi, Tsonga e Venda.
La provincia ha la più alta percentuale di persone nere in Sudafrica (solo il 2,7% della popolazione non è nera) ed è abbastanza isolata linguisticamente, con il 35% della popolazione con madrelingua tsonga e venda che non sono né lingue nguni né lingue sotho.
Nella provincia si trova l'importante sito archeologico delle rovine del Mapungubwe, la civiltà che precedette quella della Grande Zimbabwe.

## Geografia
I confini internazionali del Limpopo sono i seguenti: confina con il Distretto Centrale e il Distretto di Kgatleng del Botswana, con la Provincia del Matabeleland Meridionale e Provincia di Masvingo dello Zimbabwe e con la Provincia di Gaza del Mozambico. Nella parte meridionale confina con le province sudafricane di Mpumalanga, Gauteng e la Provincia del Nordovest.
Il Limpopo ospita la biosfera del Waterberg, un gruppo montuoso di circa 15000 km². Oggi la Riserva della biosfera del Waterberg è un'area naturale protetta ed è stata dichiarata riserva della biosfera dall'UNESCO.

## Comuni e distretti
La provincia di Limpopo è suddivisa in due District Management Area (DMAs) con codice CBDMA4, CBDMA3 e cinque municipalità distrettuali, a loro volta suddivise in 25 municipalità locali:
- CBDMA4
- Municipalità distrettuale di Capricorn (DC35)
  - Municipalità locale di Aganang (LIM352)
  - Municipalità locale di Blouberg (LIM351)
  - Municipalità locale di Lepele-Nkumpi (LIM355)
  - Municipalità locale di Molemole (LIM353)
  - Municipalità locale di Polokwane (LIM354)
- Municipalità distrettuale di Mopani (DC33)
  - Municipalità locale di Ba-Phalaborwa (LIM 334)
  - Municipalità locale di Greater Giyani (LIM331)
  - Municipalità locale di Greater Letaba (LIM332)
  - Municipalità locale di Greater Tzaneen (LIM333)
  - Municipalità locale di Maruleng (LIM335)
- Municipalità distrettuale di Sekhukhune (DC47)
  - Municipalità locale di Fetakgomo (LIM474)
  - Municipalità locale di Elias Motsoaledi (LIM472)
  - Municipalità locale di Ephraim Mogale (LIM471)
  - Municipalità locale di Greater Tubatse (LIM475)
  - Municipalità locale di Makhuduthamaga (LIM473)
- Municipalità distrettuale di Vhembe (DC34)
  - Municipalità locale di Makado (LIM344)
  - Municipalità locale di Musina (LIM341)
  - Municipalità locale di Mutale (LIM342)
  - Municipalità locale di Thulamela (LIM343)
- Municipalità distrettuale di Waterberg (DC36)
  - Municipalità locale di Bela Bela (LIM366)
  - Municipalità locale di Lephalale (LIM362)
  - Municipalità locale di Modimolle (LIM365)
  - Municipalità locale di Mogalakwena (LIM367)
  - Municipalità locale di Mookgopong (LIM364)
  - Municipalità locale di Thabazimbi (LIM361)

## Parchi e riserve naturali
La provincia del Limpopo è ricca di parchi e riserve naturali. Questi sono suddivisi in quattro tipologie: Parchi Nazionali (National Parks), Parchi Transnazionali (Transfrontier Parks), Parchi provinciali (Provincial Parks) e Riserve Naturali (Nature Reserves).

### Parchi nazionali
- Parco nazionale Kruger (Kruger National Park)
- Parco nazionale Mapungubwe (Mapungubwe National Park)
- Parco nazionale Marakele (Marakele National Park)

### Parchi transnazionali
- Parco transfrontaliero del Grande Limpopo (Great Limpopo Transfrontier Park)

### Parchi provinciali
- Parco provinciale di Lekgalameetse (Lekgalameetse Provincial Park)
- Parco provinciale di Letaba Ranch (Letaba Ranch Provincial Park)
- Parco provinciale di Mano'mbe (Mano'mbe Provincial Park)
- Parco provinciale di Mokolo Dam (Mokolo Dam)
- Parco provinciale di Nwanedi (Nwanedi Provincial Park)
- Parco provinciale di Tzaneen Dam (Tzaneen Dam)

### Riserve naturali
- Riserva naturale di Atherstone (Atherstone Nature Reserve)
- Riserva naturale di Balule (Balule Nature Reserve)
- Riserva naturale di Blouberg (Blouberg Nature Reserve)
- Riserva naturale di D'nyala (D'nyala Nature Reserve)
- Riserva naturale di Doorndraai (Doorndraai Nature Reserve)
- Riserva naturale di Hans Merensky Wilderness (Hans Merensky Wilderness)
- Riserva naturale di Lekgalameetse (Lekgalameetse Reserve)
- Riserva naturale di Makuya (Makuya Nature Reserve)
- Riserva naturale di Manavhela Ben Lavin (Manavhela Ben Lavin Nature Reserve)
- Riserva naturale di Masebe (Masebe Nature Reserve)
- Riserva naturale di Modjadji (Modjadji Nature Reserve)
- Riserva naturale di Mokolo (Mokolo Dam)
- Riserva naturale di Musina (Musina Nature Reserve)
- Riserva naturale di Nylsvley Conservancy (Nylsvley Conservancy)
- Riserva naturale di Percy Fyfe Conservancy (Percy Fyfe Conservancy)
- Riserva naturale di Rust De Winter (Rust De Winter Reserve)
- Riserva naturale di Schuinsdraai (Schuinsdraai Nature Reserve)
- Riserva naturale di Tilodi Wildness (Tilodi Wildness)
- Riserva naturale di Timbavati (Timbavati Nature Reserve)
- Riserva naturale di Venetia Limpopo (Venetia Limpopo Nature Reserve)
- Riserva naturale di Wonderkop (Wonderkop)